# Дискография Scissor Sisters
Дискография американской поп-группы Scissor Sisters состоит из четырёх студийных альбомов, двух мини-альбомов, 15 синглов, двух видеоальбомов и 16 видеоклипов. Группа была основана в 2001 году Бэбидэдди, Джейком Ширзом, Аной Матроник и Пэдди Бумом. После подписания контракта с инди-лейблом A Touch of Class в 2002 году Scissor Sisters выпустили свой первый сингл, Electrobix. Успех у критиков кавер-версии сингла Pink Floyd Comfortably Numb привлёк к группе внимание со стороны Polydor Records, подписавших с ними контракт в 2003 году.
Scissor Sisters начали работу над одноимённым дебютным альбомом, выпущенным в феврале 2004 года. Альбом достиг вершины чартов в Великобритании и Ирландии и стал сертифицирован как семикратно платиновый диск Британской ассоциацией производителей фонограмм (BPI) и пятикратно — Ирландской ассоциацией звукозаписывающих компаний (IRMA). Вместе с альбомом были выпущены пять синглов — «Laura», «Comfortably Numb», «Take Your Mama», «Mary» и «Filthy/Gorgeous». Последний был наиболее успешен, заняв пятую строчку в UK Singles Chart. В сентябре 2006 группа выпустила второй студийный альбом «Ta-Dah». Он занял первое место в чартах Австралии, Великобритании, Ирландии и США (чарт Dance/Electronic Albums Billboard). Он был сертифицирован платиновым Австралийской ассоциацией звукозаписывающих компаний (ARIA), четырежды платиновым — BPI и дважды — IRMA. Вместе с ним были выпущены четыре сингла — «I Don't Feel Like Dancin'», «Land of a Thousand Words», «She’s My Man» and «Kiss You Off»; первый из перечисленных занял первые места в различных чартах, включая Австралию, Великобританию, Германию и Швецию.
Scissor Sisters долго работали с продюсером Стюартом Прайсом над своим третьим пльбомом, Night Work, выпущенным в июне 2010 года. Он занял второе место в Великобритании и третье — в чарте Billboard Dance/Electronic Albums в США и был сертифицирован золотым BPI. С альбомом были выпущены три сингла, «Fire with Fire», «Any Which Way» and «Invisible Light»; первый из них занял первое место в чарте Billboard Hot Dance Club Songs. Выпуск Magic Hour, четвёртого альбома группы, последовал в мае 2012 года. Он занял первое место в чарте Billboard Dance/Electronic Albums и четвёртое — в Великобритании. Синглами альбома стали «Shady Love», «Only the Horses», «Baby Come Home» and «Let’s Have a Kiki»; «Only the Horses» занял различные позиции в чартах Великобритании, Ирландии и США.

## Альбомы

### Студийные альбомы
| Название                                                                            | Детали                                                                                             | Позиции в чартах | Позиции в чартах | Позиции в чартах | Позиции в чартах | Позиции в чартах | Позиции в чартах | Позиции в чартах | Позиции в чартах | Позиции в чартах | Позиции в чартах | Сертификации                                                                        | Продажи                                      |
| Название                                                                            | Детали                                                                                             | US               | US Dance         | AUS              | AUT              | FRA              | GER              | IRE              | NL               | SWE              | UK               | Сертификации                                                                        | Продажи                                      |
| ----------------------------------------------------------------------------------- | -------------------------------------------------------------------------------------------------- | ---------------- | ---------------- | ---------------- | ---------------- | ---------------- | ---------------- | ---------------- | ---------------- | ---------------- | ---------------- | ----------------------------------------------------------------------------------- | -------------------------------------------- |
| Scissor Sisters                                                                     | - Выпущен: 2 февраля 2004 года (Великобритания) - Лейблы: Universal, Polydor - Форматы: CD, LP, DD | 102              | 1                | 7                | 75               | 100              | —                | 1                | 67               | 13               | 1                | - ARIA: платиновый - BPI: 7× платиновый - IFPI: 3× платиновый - IRMA: 5× платиновый | - Мир: 3,500,000 - Великобритания: 2,739,725 |
| Ta-Dah                                                                              | - Выпущен: 18 сентября 2006 года (США) - Лейблы: Universal, Polydor - Форматы: CD, LP, DD          | 19               | 1                | 1                | 3                | 17               | 6                | 1                | 11               | 3                | 1                | - ARIA: платиновый - BPI: 4× платиновый - IFPI: 2× платиновый - IRMA: 2× платиновый | - Великобритания: 1,458,481                  |
| Night Work                                                                          | - Выпущен: 29 июня 2010 года (США) - Лейблы: Universal, Polydor - Форматы: CD, LP, DD              | 18               | 3                | 10               | 36               | 19               | 29               | 11               | 29               | 11               | 2                | - BPI: золотой                                                                      | - Великобритания: 157,343                    |
| Magic Hour                                                                          | - Великобритания: 29 мая 2012 года (США) - Лейблы: Universal, Polydor - Форматы: CD, LP, DD        | 35               | 1                | 27               | —                | 104              | —                | 15               | 68               | —                | 4                | - Нет                                                                               | - Великобритания: 19,297                     |
| «—» означает, что альбом не присутствовал в чарте или не был выпущен в этой стране. | |                  |                  |                  |                  |                  |                  |                  |                  |                  |                  |                                                                                     |                                              |

### Мини-альбомы
| Название                     | Детали                                                                             |
| ---------------------------- | ---------------------------------------------------------------------------------- |
| Remixed!                     | - Выпущен: 21 сентября 2004 года (США) - Лейбл: A Touch of Class - Форматы: CD, DD |
| iTunes Festival: London 2010 | - Выпущен: 10 июля 2010 года (Великобритания) - Лейбл: Polydor - Формат: DD        |

## Синглы
| Название                                                                           | Год  | Позиции в чартах | Позиции в чартах | Позиции в чартах | Позиции в чартах | Позиции в чартах | Позиции в чартах | Позиции в чартах | Позиции в чартах | Позиции в чартах | Позиции в чартах | Альбом               |
| Название                                                                           | Год  | US Dance         | AUS              | AUT              | FIN              | GER              | IRE              | NL               | NOR              | SWE              | UK               | Альбом               |
| ---------------------------------------------------------------------------------- | ---- | ---------------- | ---------------- | ---------------- | ---------------- | ---------------- | ---------------- | ---------------- | ---------------- | ---------------- | ---------------- | -------------------- |
| «Electrobix»                                                                       | 2002 | —                | —                | —                | —                | —                | —                | —                | —                | —                | —                | Выпущен не в альбоме |
| «Laura»                                                                            | 2003 | —                | 66               | —                | —                | —                | 17               | —                | —                | —                | 12               | Scissor Sisters      |
| «Comfortably Numb»                                                                 | 2004 | —                | 73               | —                | —                | 97               | 30               | 84               | —                | 27               | 10               | Scissor Sisters      |
| «Take Your Mama»                                                                   | 2004 | —                | 40               | —                | —                | 99               | 25               | 80               | —                | 53               | 17               | Scissor Sisters      |
| «Mary»                                                                             | 2004 | —                | —                | —                | —                | —                | 32               | —                | —                | —                | 14               | Scissor Sisters      |
| «Filthy/Gorgeous»                                                                  | 2005 | 1                | 29               | —                | —                | —                | 13               | —                | —                | —                | 5                | Scissor Sisters      |
| «I Don’t Feel Like Dancin'»                                                        | 2006 | —                | 1                | 1                | 2                | 1                | 2                | 2                | 1                | 1                | 1                | Ta-Dah               |
| «Land of a Thousand Words»                                                         | 2006 | —                | —                | 40               | —                | 50               | 44               | 60               | 18               | —                | 18               | Ta-Dah               |
| «She’s My Man»                                                                     | 2007 | —                | 39               | 55               | 10               | 57               | —                | 94               | 14               | 39               | 29               | Ta-Dah               |
| «Kiss You Off»                                                                     | 2007 | —                | —                | —                | —                | —                | —                | —                | —                | —                | 43               | Ta-Dah               |
| «Fire with Fire»                                                                   | 2010 | 1                | —                | 24               | —                | 19               | 16               | 97               | —                | 36               | 11               | Night Work           |
| «Any Which Way»                                                                    | 2010 | —                | —                | —                | —                | —                | —                | —                | —                | —                | 81               | Night Work           |
| «Invisible Light»                                                                  | 2010 | —                | —                | —                | —                | —                | —                | —                | —                | —                | 171              | Night Work           |
| «Shady Love»                                                                       | 2012 | —                | —                | —                | —                | —                | —                | —                | —                | —                | —                | Magic Hour           |
| «Only the Horses»                                                                  | 2012 | 5                | —                | —                | —                | —                | 32               | —                | —                | —                | 12               | Magic Hour           |
| «Baby Come Home»                                                                   | 2012 | —                | —                | —                | —                | —                | —                | —                | —                | —                | —                | Magic Hour           |
| «Let’s Have a Kiki»                                                                | 2012 | 1                | —                | —                | —                | —                | —                | —                | —                | —                | 119              | Magic Hour           |
| «—» означает, что сингл не присутствовал в чарте или не был выпущен в этой стране. |      |                  |                  |                  |                  |                  |                  |                  |                  |                  |                  |                      |

### Другие песни из чартов
| Название         | Год  | Позиции в чартах | Альбом |
| Название         | Год  | UK               | Альбом |
| ---------------- | ---- | ---------------- | ------ |
| «I Can’t Decide» | 2007 | 64               | Ta-Dah |

## Видеография

### Видеоальбомы
| Название                                 | Детали альбома                                                                             |
| ---------------------------------------- | ------------------------------------------------------------------------------------------ |
| We Are Scissor Sisters... And So Are You | - Выпущен: 29 ноября 2004 года (Великобритания) - Лейблы: Universal, Polydor - Формат: DVD |
| Hurrah! A Year of Ta-Dah                 | - Выпущен: 12 ноября 2007 года (Великобритания) - Лейблы: Universal, Polydor - Формат: DVD |

### Видеоклипы
| Название                    | Год  | Постановщики         |
| --------------------------- | ---- | -------------------- |
| «Laura» (первая версия)     | 2003 | AlexandLiane         |
| «Comfortably Numb»          | 2004 | Крис Хоупвелл        |
| «Take Your Mama»            | 2004 | Энди Суп             |
| «Laura» (Version two)       | 2004 | Энди Суп             |
| «Mary»                      | 2004 | Джулиан Темпл        |
| «Filthy/Gorgeous»           | 2005 | Кэмерон Джон Митчелл |
| «I Don’t Feel Like Dancin'» | 2006 | Энди Суп             |
| «Land of a Thousand Words»  | 2006 | National Television  |
| «She’s My Man»              | 2007 | Наги Нода            |
| «Kiss You Off»              | 2007 | Роберт Хэйлс         |
| «Fire With Fire»            | 2010 | Филип Энделман       |
| «Any Which Way»             | 2010 | Эйс Нортон           |
| «Invisible Light»           | 2010 | Николас Мендес       |
| «Shady Love»                | 2012 | Хиро Мураи           |
| «Only the Horses»           | 2012 | Лоренцо Фонда        |
| «Baby Come Home»            | 2012 | Лоренцо Фонда        |
| «Let’s Have a Kiki»         | 2012 | Верн Моэн            |

## Прочие появления
| Название        | Год  | Альбом                    |
| --------------- | ---- | ------------------------- |
| «Do the Strand» | 2009 | War Child Presents Heroes |